# Фулага
Фулага (фидж. хинди Fulaga) — известняковый остров Фиджи полумесячной формы. Произрастание на острове вида Pritchardia thurstonii показывает национальное значение острова.

## География
Небольшое скопление островов располагается в пределах атолла площадью 18,5 км² и имеют максимальную высоту 79 м. Со всех сторон острова окружены лагуной, выделяющейся хорошим биоразнообразием. На острове расположены три террасы: низшая на малой высоте, средняя на высоте 40 метров и самая высокая на высоте 50 метров.
На острове расположены три деревни: Муанайкаке, Муайара и Наивидаму. В середине XX века население острова составляло 600 человек, а в наше время на острове проживает 400 человек. Население острова упало из-за миграции жителей на материк.

## Климат
Среднего давая температура — 21 °C. Годовое количество осадков на острове составляет 2,014 мм